# مستقبل أدريناليني

أدرينالين

نورأدرينالين

المستقبلات الأدرينالية هي إحدى أنواع المستقبلات المرتبطة بالبروتين ج والتي تكون مستهدفة من قبل الكاتيكولامينات (أي الأدرينالين النورأدرينالين).

## الميكانيكية

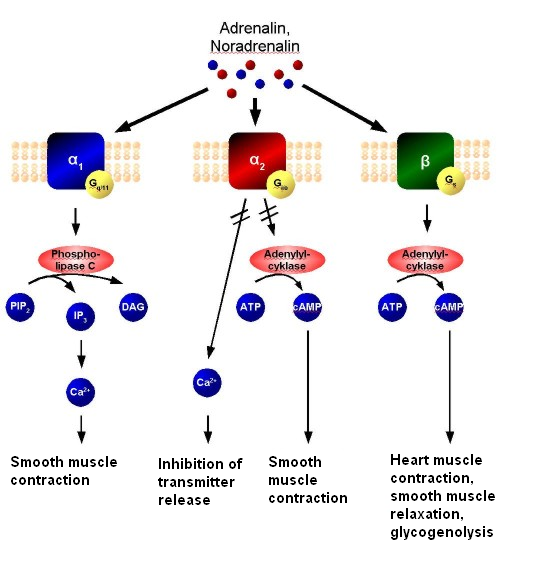
الميكانيكية

## الأنواع
- ألفا1
- ألفا2
- بيتا1
- بيتا2